# 胃小凹
胃小凹（英語：gastric pits），指的是胃黏膜上皮向固有层内形成的微小凹陷，代表3-5个管状胃腺的入口及它们的共同出口。胃小凹在幽門中的深度比在其他胃的部位中來的深。人類擁有數百萬個胃小凹，其分布在胃的上皮組織中。 

## 胃液
胃液是由胃小凹向下形成小管狀腺體——胃腺所分泌的。健康成年人的胃液中含有鹽酸、胃蛋白酶原及黏液。鹽酸是由胃壁細胞分泌；胃蛋白酶原是由胃主細胞分泌；而黏液是由颈黏液细胞分泌的。

## 外部連結
- Histology image: 11103loa – 波士顿大学的组织学学习系统 - "Digestive System: Alimentary Canal: esophageal/stomach junction"
- trinity.edu上的投影片 （页面存档备份，存于）
- pathology.iupui.edu上的投影片
- ucsd.edu上的投影片 （页面存档备份，存于）